# 블룸버그 타워
블룸버그 타워(Bloomberg Tower, 731 Lexington Avenue)는 미국 뉴욕 미드타운 맨해튼에 위치한 마천루이다. 블룸버그 L.P.의 본사이다.